# رايموند واشنطن
رايموند واشنطن (بالإنجليزية: Raymond Washington)‏ هو مجرم أمريكي، ولد في 14 أغسطس 1953 في لوس أنجلوس في الولايات المتحدة، وتوفي بنفس المكان في 9 أغسطس 1979.